# Schloss Callenberg

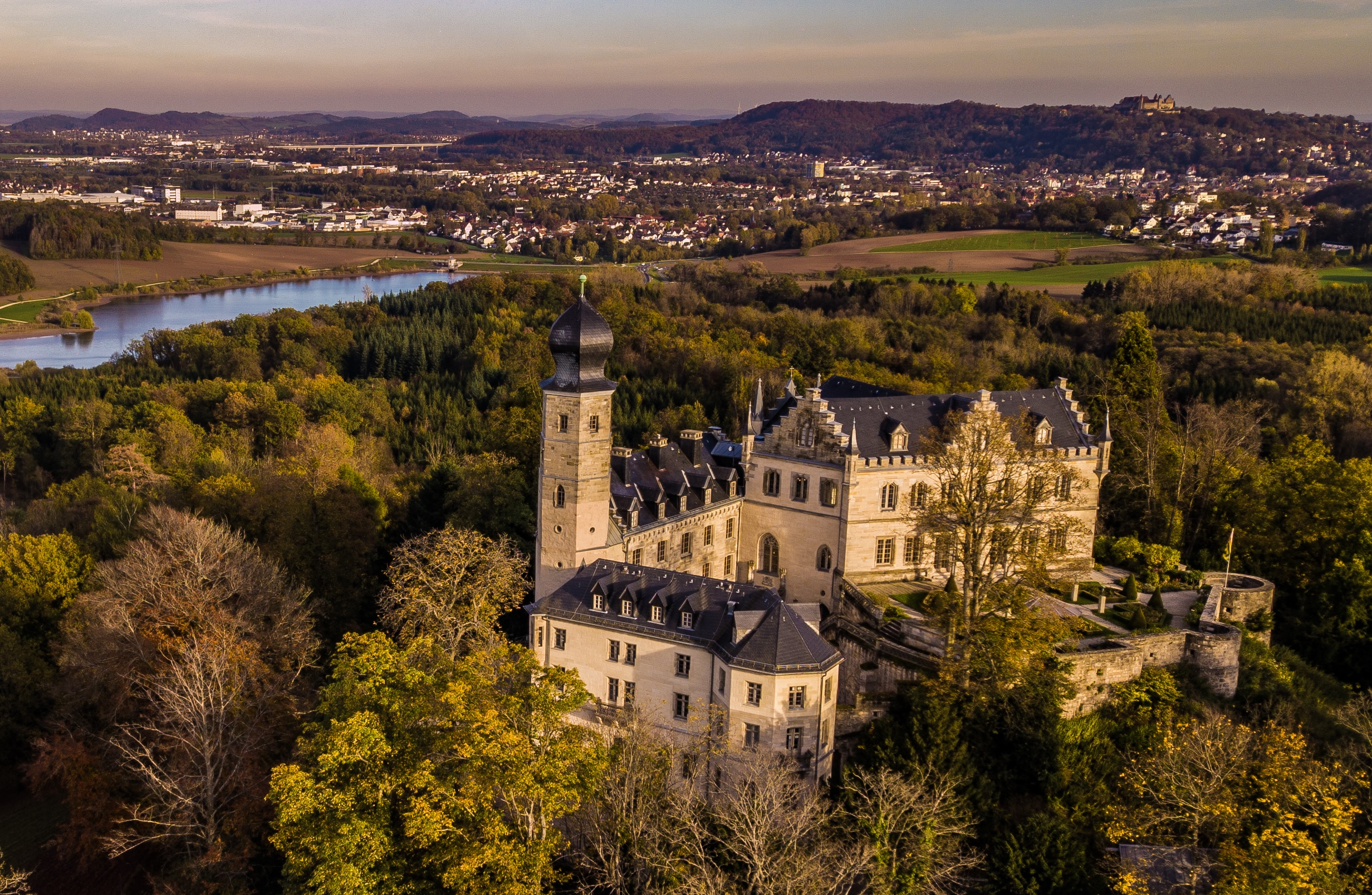
Schloss Callenberg, Herbst 2019

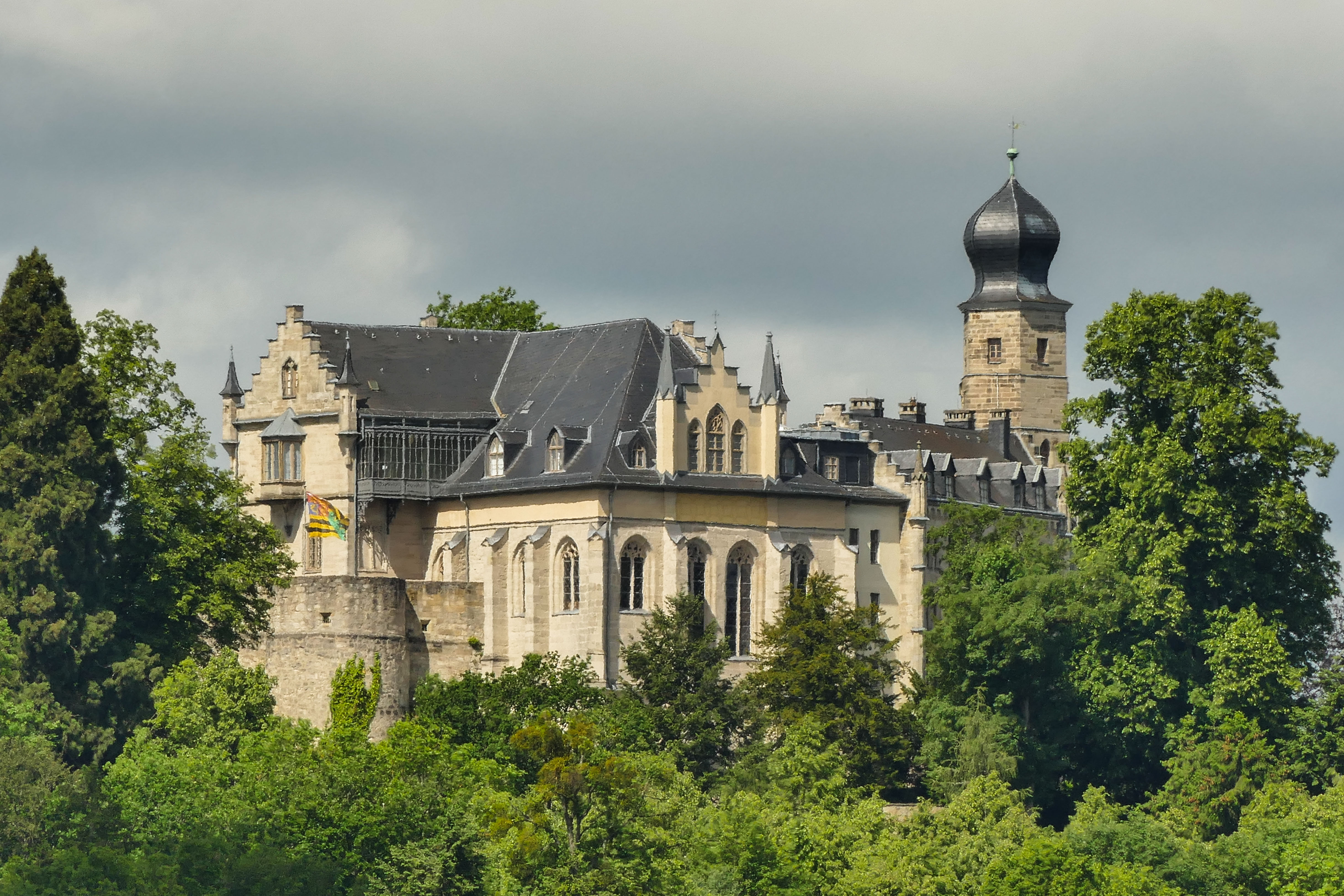
Schloss Callenberg

Das Schloss Callenberg – Jagdschloss und Sommerschloss, zuletzt langjähriger Coburger Hauptwohnsitz der Herzöge von Sachsen-Coburg und Gotha – ist aufgrund seiner Geschichte und seines neugotischen Baustils ein bedeutendes Baudenkmal. Es steht auf einer bewaldeten Anhöhe im Coburger Stadtteil Beiersdorf, im Nordwesten, sechs Kilometer vom Stadtzentrum entfernt. Das Schloss beherbergt seit 1998 den Herzoglichen Kunstbesitz Sachsen-Coburg und Gotha sowie seit 2004 das Deutsche Schützenmuseum und zählt zu den Sehenswürdigkeiten der Stadt.

## Geschichte

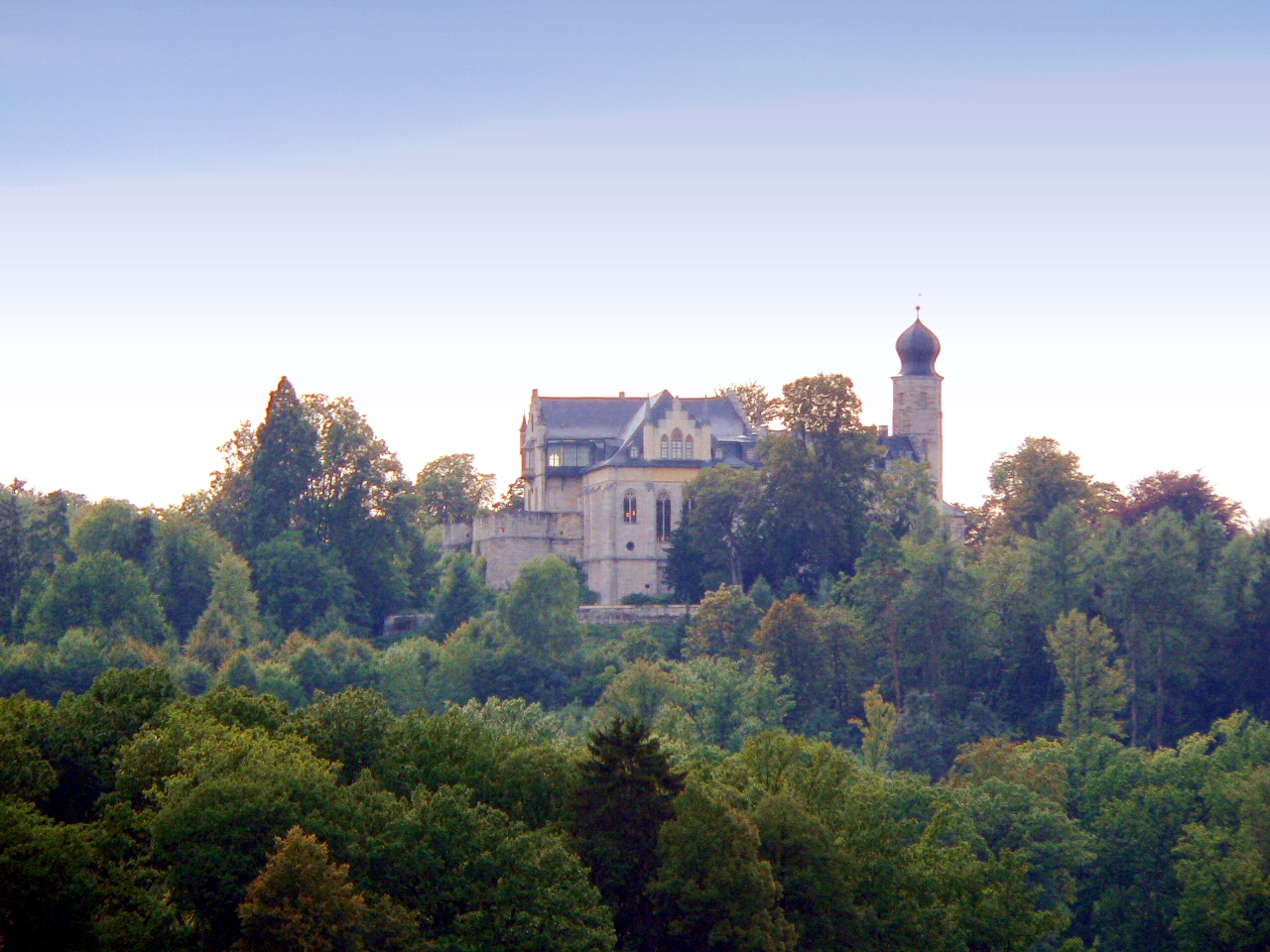
Schloss Callenberg – Talseite

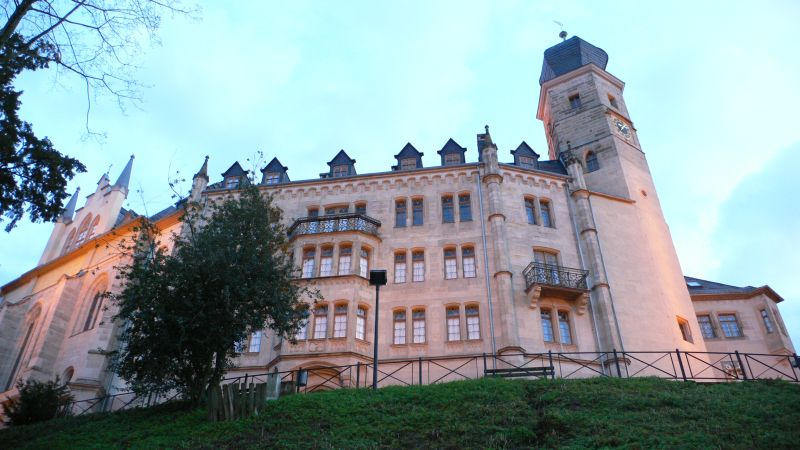
Unteres Schloss im Schein der abendlichen Beleuchtung

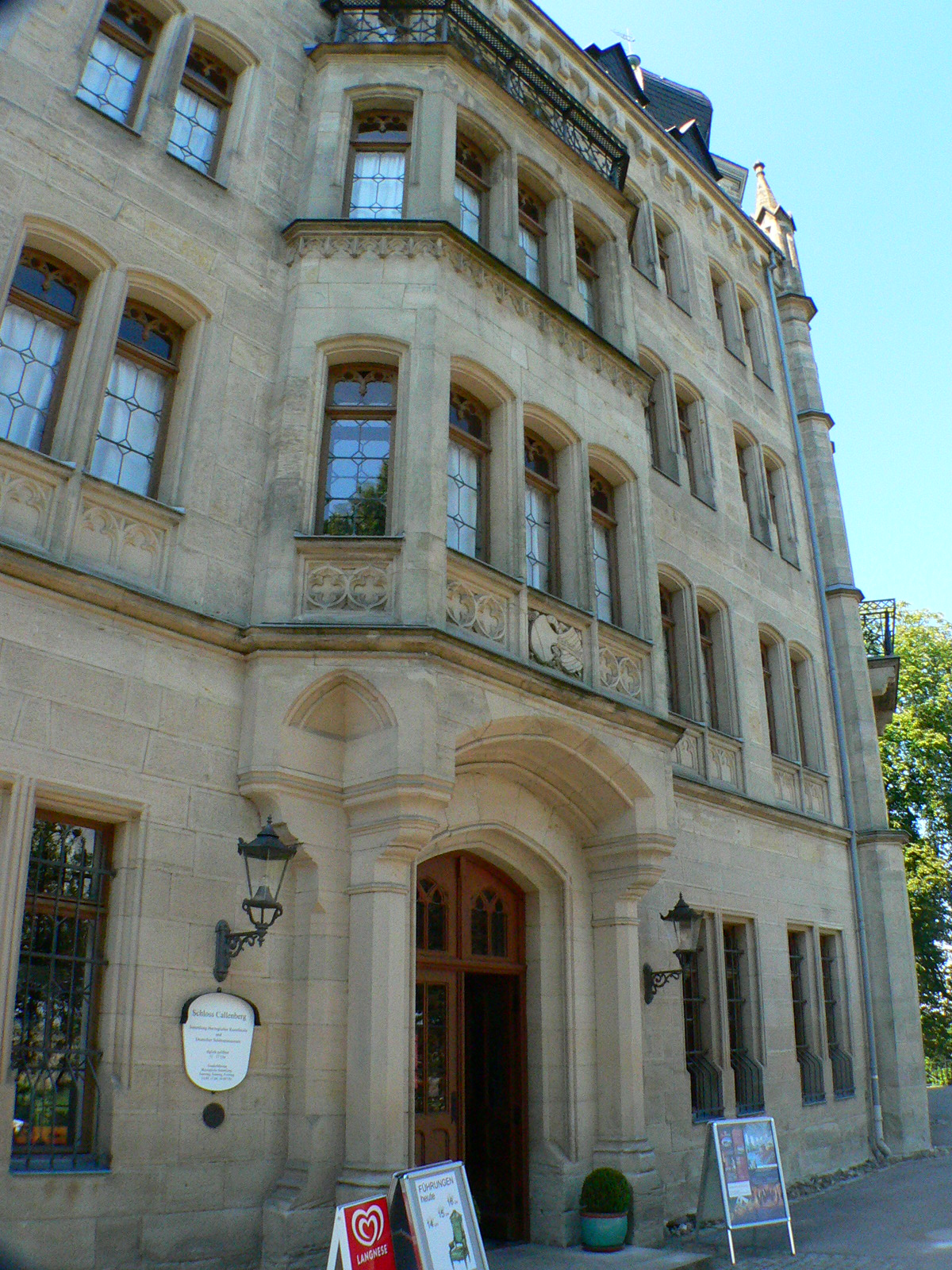
Unterschloss mit Ausstellungseingang

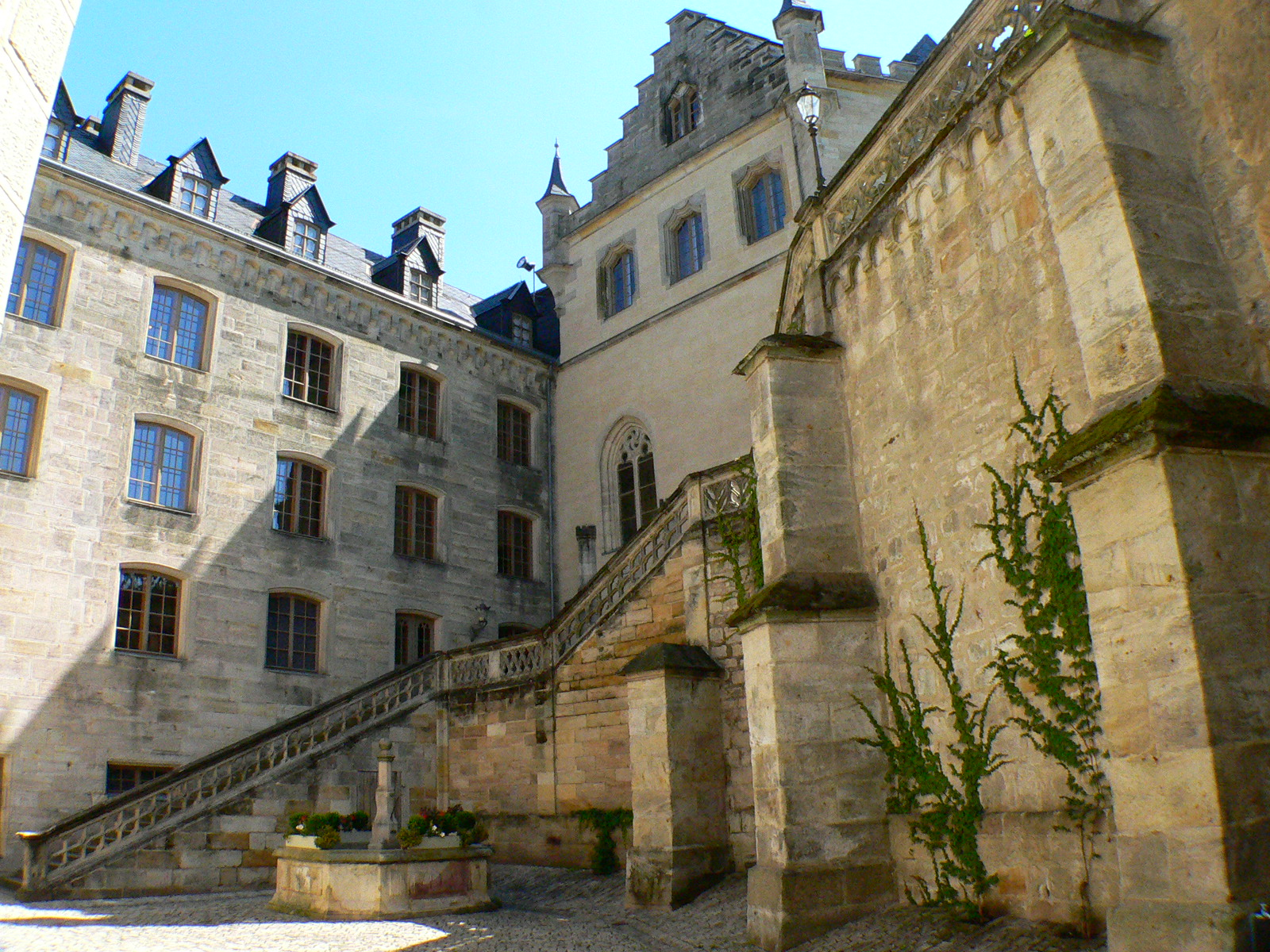
Innenhof mit Treppenaufgang zum Rosengarten

Im Jahr 1122 wurde der Name erstmals als „Chalwinberch“ urkundlich erwähnt. Damals stand vermutlich schon eine Stammburg der reichsunmittelbaren Ritter von Callenberg mit einem Thiemo von Chalwinberch als Burgherrn. Im Streit zwischen dem Hochstift Bamberg und Poppo von Andechs wegen eines unrechtmäßigen Verkaufs der Burg Lichtenfels und der Giechburg 1149 trat der Freie Vdalricus de Calvvenberc als Zeuge des Hochstifts auf. Er oder sein gleichnamiger Sohn wurde noch einmal 1153, 1170 gemeinsam mit seinem Sohn Boppo, 1177 mit seinen beiden Söhnen Boppo und Conrad und noch einmal 1180 mit seinem Sohn Heinrich (Ulrico de Kalbenberg et filio eius Henrico) genannt.
In den folgenden zwei Jahrhunderten wechselten mehrmals die Besitzer. Zunächst verkaufte Ulrich von Callenberg 1231 Burg und Herrschaft an das Bistum Würzburg, dann erwarben die Grafen von Henneberg das Anwesen, die es 1317 der Ministerialenfamilie von Sternberg zu Lehen gaben. Die Familie von Sternberg behielt das Lehen auch nach der Vererbung des Hennebergischen Besitzes an die Wettiner im Jahr 1353. Gebäude und Umland verblieben bis heute im Besitz der Wettiner, jedoch wechselte innerhalb des weit verzweigten Hauses Wettin der Besitzanspruch zwischen verschiedenen herzoglichen Linien. Nach dem Tod des letzten Sternberger Lehnsmanns im Jahr 1588 ging das Anwesen als „offenes Lehen“ an Herzog Johann Casimir von Sachsen-Coburg, den in Coburg regierenden Vertreter der ernestinischen Wettiner. Johann Casimir gab das Lehen nicht weiter, sondern nutzte es für sich selbst und begann – vermutlich ab 1592 – die Burg zu einem prächtigen Renaissance-Jagdschloss umzubauen. Aus dieser Zeit stammt vor allem die Schlosskapelle (eingeweiht 1618). Nach Johann Casimirs Tod 1633 und weiterem Besitzerwechsel innerhalb der Ernestiner kam das Schloss 1826 – aufgrund der Neugliederung der Ernestinischen Herzogtümer – wieder zurück an die Coburger Linie, die seit 1826 den Namen Sachsen-Coburg und Gotha führt. Ihre Nachfahren sorgen heute für die Erhaltung und öffentliche Besichtigung des denkmalgeschützten Gebäudes.
Während der Regentschaft von Herzog Ernst I. von Sachsen-Coburg und Gotha (reg. 1806–1844) erfolgte der Umbau des oberen Schlosses mit der Aufstockung der sogenannten Beletage. Sein Sohn Ernst II. (reg. 1844–1893) ließ 1856–1857 durch Georg Konrad Rothbart den Bereich des unteren Schlosses im Stil der Neugotik neu errichten. Das Anwesen war Sommersitz der Coburger Regenten, die im benachbarten Callenberger Forst häufig zur Jagd gingen. Herzoglicher Hauptwohnsitz in Coburg wurde das Schloss mit der Regentschaft von Herzog Ernst II.; nach dessen Tod 1893 nutzte Herzogin-Witwe Alexandrine das Schloss als Alterssitz, wo sie 1904 kinderlos verstarb. 1905 bezog ihr Großneffe und letzter regierender Herzog Carl Eduard das Schloss und bewohnte es mit seiner Familie bis 1945. Auch während dieser späten Phase erfuhr das Gebäude noch mehrere architektonische Veränderungen und Modernisierungsmaßnahmen. Dabei ließ 1934 Carl Eduard den Schlossturm wieder mit einer Welschen Haube versehen, die von einem Hakenkreuz gekrönt wurde.
Ende des Zweiten Weltkriegs besetzten US-amerikanische Streitkräfte das Schloss; anschließend wurde es vermietet und von einem Theaterensemble sowie als Altenheim genutzt. 1957 zog die Frauenfachschule der Mathilde-Zimmer-Stiftung in das Gebäude. 1972 veräußerte die herzogliche Familie das Schloss. 1982 gelang es Prinz Andreas durch die Herzogliche Familienstiftung, das Schloss zurückzuerwerben. Während der folgenden fünfzehn Jahre restaurierte und sanierte die Familie mit Hilfe der öffentlichen Hand das gesamte Schlossgebäude.
Schloss Callenberg öffnete erstmals 1997 seine Pforten für die Öffentlichkeit mit einem Teil der Bayerischen Landesausstellung, die unter dem Titel Ein Herzogtum und viele Kronen in Coburg stattfand. Seit 1998 ist es dauerhaft zu besichtigen und beherbergt als kostbare Ausstattung der historischen Wohnräume den Herzoglichen Kunstbesitz Sachsen-Coburg und Gotha. Er umfasst Möbel, Gemälde, Porzellan und Kunsthandwerk aus fünf Jahrhunderten. Im Rahmen einer maßvollen Umstrukturierung der Präsentation sollen weitere Teile der herzoglichen Privatsammlung zugänglich gemacht werden, so ein außergewöhnliches Uhrenkabinett und bedeutende Gemälde von Lukas Cranach.
Seit 2006 verfügt Schloss Callenberg über einen Sonderausstellungsbereich, der sich historischen und aktuellen Themen der Familiengeschichte und europäischer Adelshäuser widmet. Die Bedeutung der Heiratspolitik des Coburger Fürstenhauses zeigte die Eröffnungsausstellung Leopold & Europa. 2008 wurde die Beletage grundlegend saniert und dient seither Wechselausstellungen zeitgenössischer Kunst.
Im Jahre 2004 richtete der Deutsche Schützenbund im Nordwest-Flügel des Schlosses das Deutsche Schützenmuseum ein. Historischer Bezug ist die Gründung des Deutschen Schützenbundes im Herzogtum Gotha 1861 unter dem damals regierenden Herzog Ernst II.

## Anlage
Die dreiflügelige Schlossanlage besteht aus einem oberen und einen unteren Schloss, einem hoch aufragenden achteckigen Treppenturm mit Glockengeschoss, der noch mittelalterliche Grundmauern aufweist. Im Herzen des Gebäudeensembles befindet sich ein niedriger gelegener Innenhof und ein höher gelagerter Rosengarten, die eine großzügige Freitreppe in neugotischem Stil verbindet.
Das Schloss ist umgeben von einem englischen Landschaftspark, der in den Callenberger Forst, das ehemalige Jagdrevier der Herzöge, übergeht. Dort befand sich auch die ehemalige Fasanerie des Schlosses. Südlich des Schlosses liegt auf der 404 Meter hohen Erhebung der Buchleite seit 1954 die Begräbnisstätte des Hauses Sachsen-Coburg und Gotha. 1827–1830 ließ Herzog Ernst I. eine stark beachtete Musterfarm (heute Waldorfschule) erbauen und in der ehemaligen Fasanerie Maulbeerbäume pflanzen, die der Seidenraupenzucht dienten. Heute wird der Callenberger Forst wegen seiner malerischen Spazierwege gerne für Sport und Freizeit genutzt.

## Schlosskirche

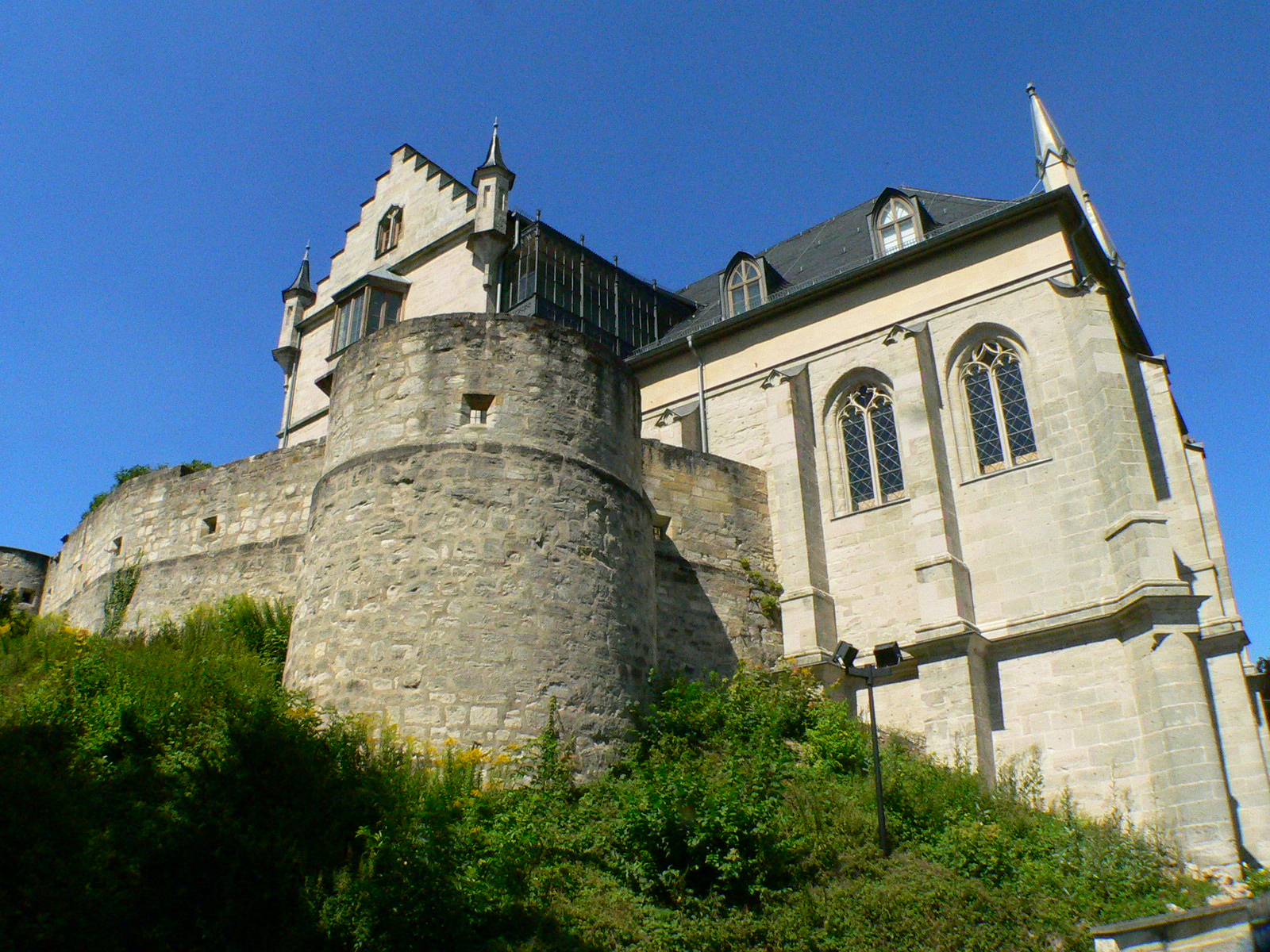
Oberschloss und Schlosskirche

Sehenswert ist auch die Schlosskapelle, eine dreischiffige Halle mit spitzbogigen Maßwerkfenstern. Deren Bau im Stil der sogenannten Nachgotik wird dem Baumeister Giovanni Bonalino zugeschrieben. Bauherr war Herzog Johann Casimir von Sachsen-Coburg, der mit dem Neubau unter Leitung von Peter Sengelaub einen für die Region frühesten nach protestantischen Maßstäben gebauten Sakralraum (umlaufende Empore, Kanzelaltar) schuf. Die Weihe war 1618. Die frühbarocke Kanzel und der Taufstein sind bildhauerische Kunstwerke, die dem Nürnberger Veit Dümpel zugeschrieben werden. In der Kirche befinden sich dorische Säulenkapitelle und gotische Scheidebögen ebenso wie Emporenbrüstungen im italienischen Renaissancestil mit mittelalterlichen Verblendungen.
In den Kirchenfenstern waren seit der Mitte des 19. Jahrhunderts 224 farbige Glasbildscheiben aus dem 16. bis 18. Jahrhundert eingesetzt, die Herzog Ernst II. sammeln ließ; diese wurden in den 1980er Jahren aus konservatorischen Gründen ausgebaut und durch weißes Glas ersetzt. Eine Auswahl der Scheiben wird im Herzoglichen Kunstbesitz Sachsen-Coburg und Gotha auf Schloss Callenberg dauerhaft präsentiert.

## Friedhöfe
Südwestlich vom Schloss auf der Buchleite befindet sich der 1944 angelegte Herzogliche Friedhof für die Mitglieder des Hauses Sachsen-Coburg und Gotha. Zuvor wurden die Mitglieder der Familie im Herzoglichen Mausoleum in Coburg bestattet.
Eine geschwungene Treppe führt zu dem von einer niedrigen Bruchsteinmauer umgebenen Friedhof, auf dem sich vor einem mächtigen Steinkreuz sieben von Gruftplatten überdeckte Begräbnisstätten befinden. Dort liegen u. a. Carl Eduard († 1954), Viktoria Adelheid von Schleswig-Holstein-Sonderburg-Glücksburg († 1970) und Friedrich Josias Prinz von Sachsen-Coburg und Gotha († 1998).
Am Rande der ehemaligen Fasanerie von Schloss Callenberg, im Weihersholz, befindet sich auf einer inzwischen überwachsenen Waldlichtung der 1846 angelegte Hundefriedhof. Dort wurden bis 1896 sechs Lieblingshunde Herzog Ernsts II. begraben und die Grabstellen mit Inschriftsteinen versehen, die von der Zuneigung des Herzogs zu seinen Jagdbegleitern zeugen. Als Vorbild diente der damals prominente Hundefriedhof im Hyde Park in London.

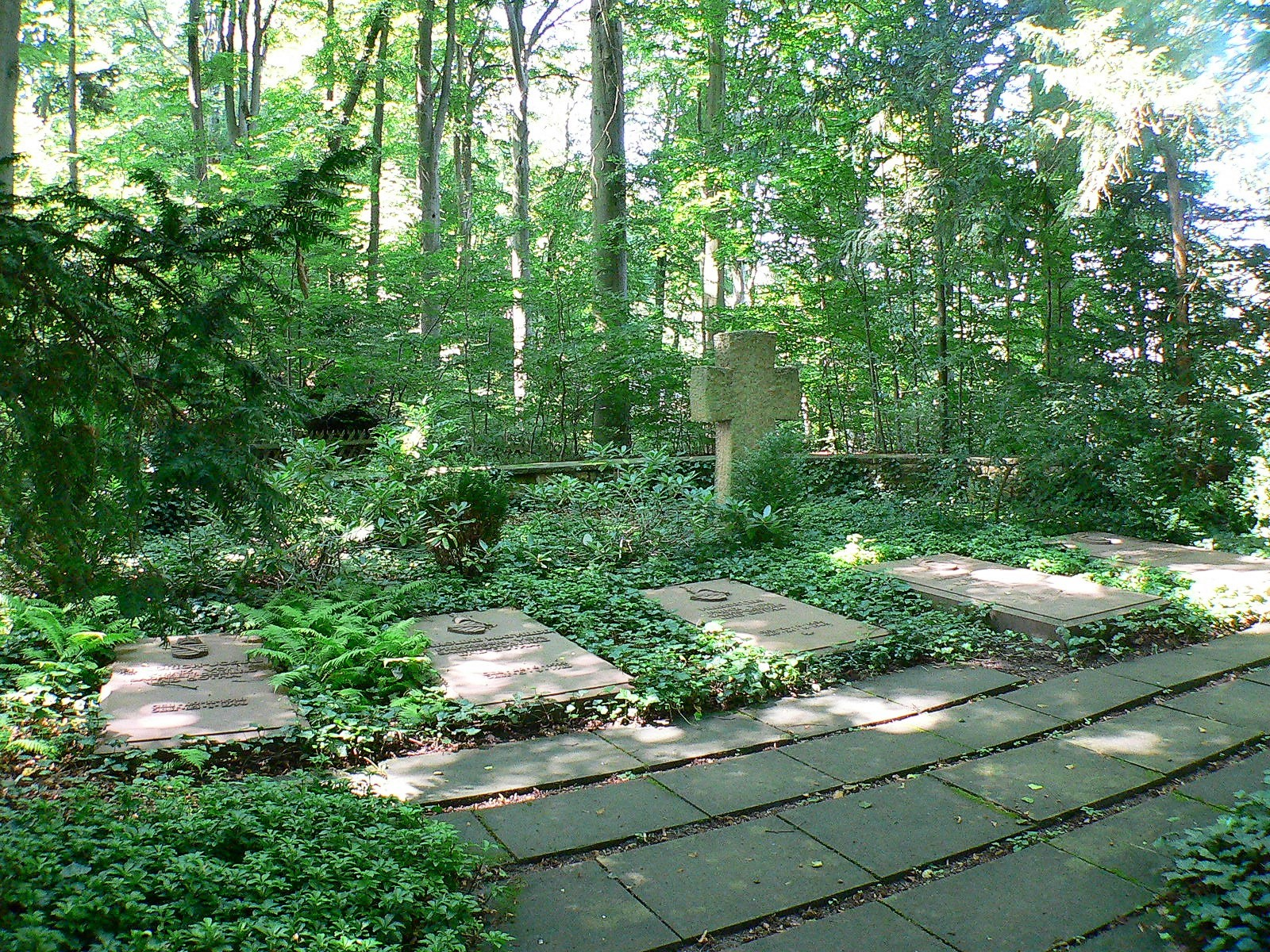
Friedhof des Hauses Sachsen-Coburg und Gotha
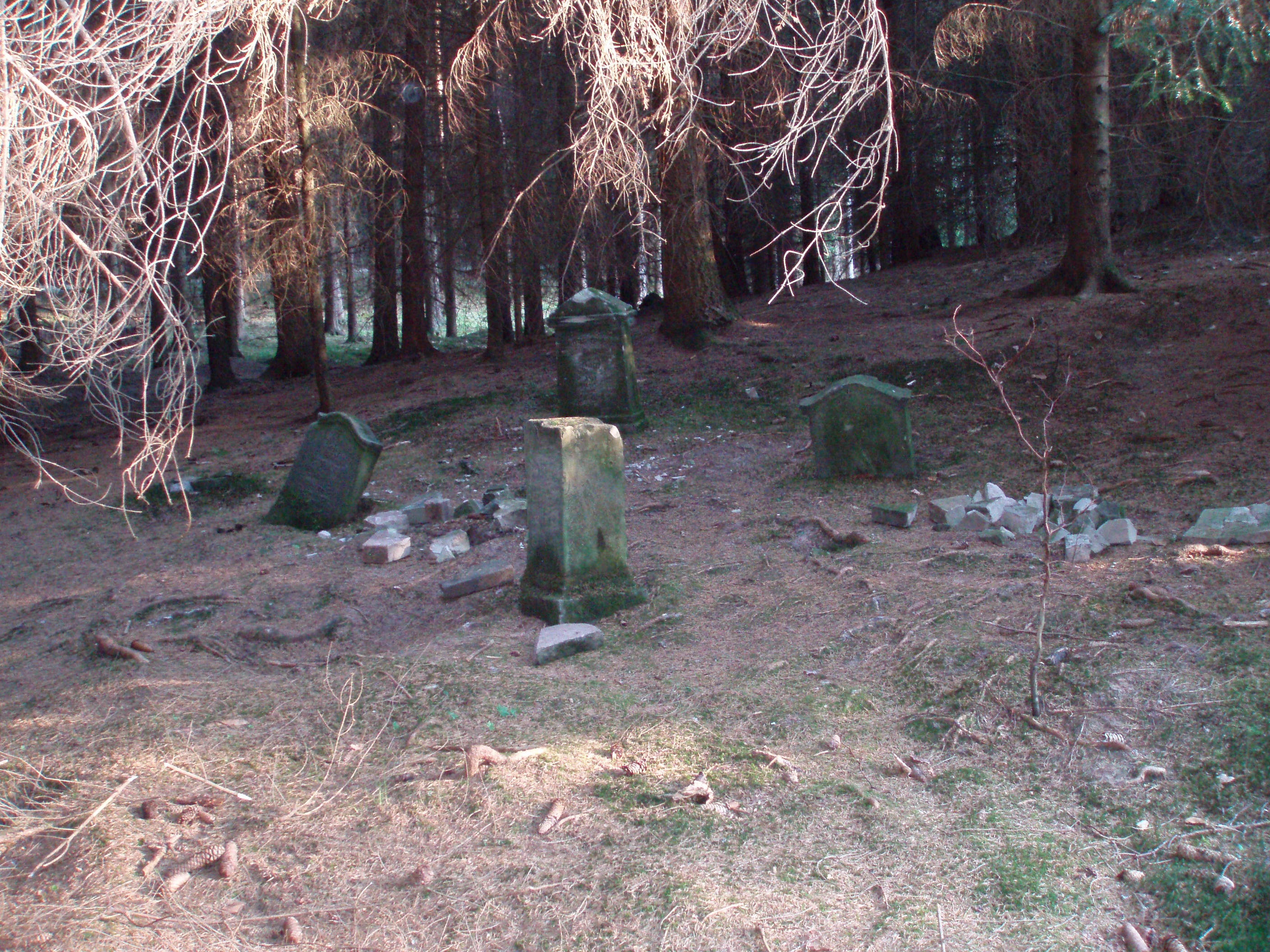
Hundefriedhof im Callenberger Forst

## Ökonomiehof
Der Ökonomiehof genannte Wirtschaftshof liegt in nordwestlicher Richtung etwas unterhalb des Schlosses. Er besteht aus dem 1844 bezogenen, Kavaliershaus genannten Wirtschaftsgebäude, dem Beamtenhaus aus dem Anfang des 18. Jahrhunderts und dem Chauffeurhaus, das 1939 von Reinhard Claaßen erbaut wurde.
Der Ökonomiehof, dessen Geschichte bis ins Mittelalter zurückreicht, entstand in seiner jetzigen Form unter Herzog Ernst I. als Verwaltungs- und Herbergszentrum des Kammerguts Callenberg. Die drei Gebäude des Ensembles, das heute als Wohnanlage genutzt wird, sind rechtwinklig zueinander angeordnet. Das ursprünglich malerische Gesamtbild aus der Kombination unterschiedlicher Bautechniken und Stile und einem gärtnerisch angelegten Rondell im Innenhof wurde durch unsachgemäße Einbauten gestört, besonders durch die 1967 erfolgte Überbauung des Rondells mit einer Trafostation. Der Ökonomiebetrieb Callenberg wurde 1974 eingestellt.
Das Kavaliershaus ist ein langgestrecktes, zweigeschossiges Gebäude, das bis 1873 ein Wirtshaus beherbergte. Das Erdgeschoss aus Quadermauerwerk trägt ein Fachwerkobergeschoss mit Walmdach. Die Front zeichnet sich durch einen flachen Mittelrisalit mit Zwerchhaus aus. Zum Schloss hin schließen sich zwei kurze Flügel an, zwischen denen überdachte Lauben eingefügt sind. 1920 wurde in dem Haus eine Backstube eingerichtet.
Vom Beamtenhaus an der Westseite des Ökonomiehofes ist nur noch der Kernbau erhalten. Der in Fachwerk ausgeführte, zur Wetterseite hin verschieferte Walmdachbau mit einem nach Norden angefügten eingeschossigen Flügelbau, steht auf einem Quadersockel. Das Dachgeschoss trägt Schleppgauben.
Das Chauffeurhaus, das anstelle eines Vorgängerbaus mit Verbindungsgang zu den Stallungen errichtet wurde, diente drei Familien der herzoglichen Hauptverwaltung als Wohnung. Das eingeschossige Gebäude mit ausgebauter Mansarde trägt ein Mansardwalmdach und ist mit einem dreiachsigen Mittelrisalit mit Zwerchhaus versehen, dem auf der Nordseite ein kleiner Vorbau mit Terrasse entspricht.:S. 432

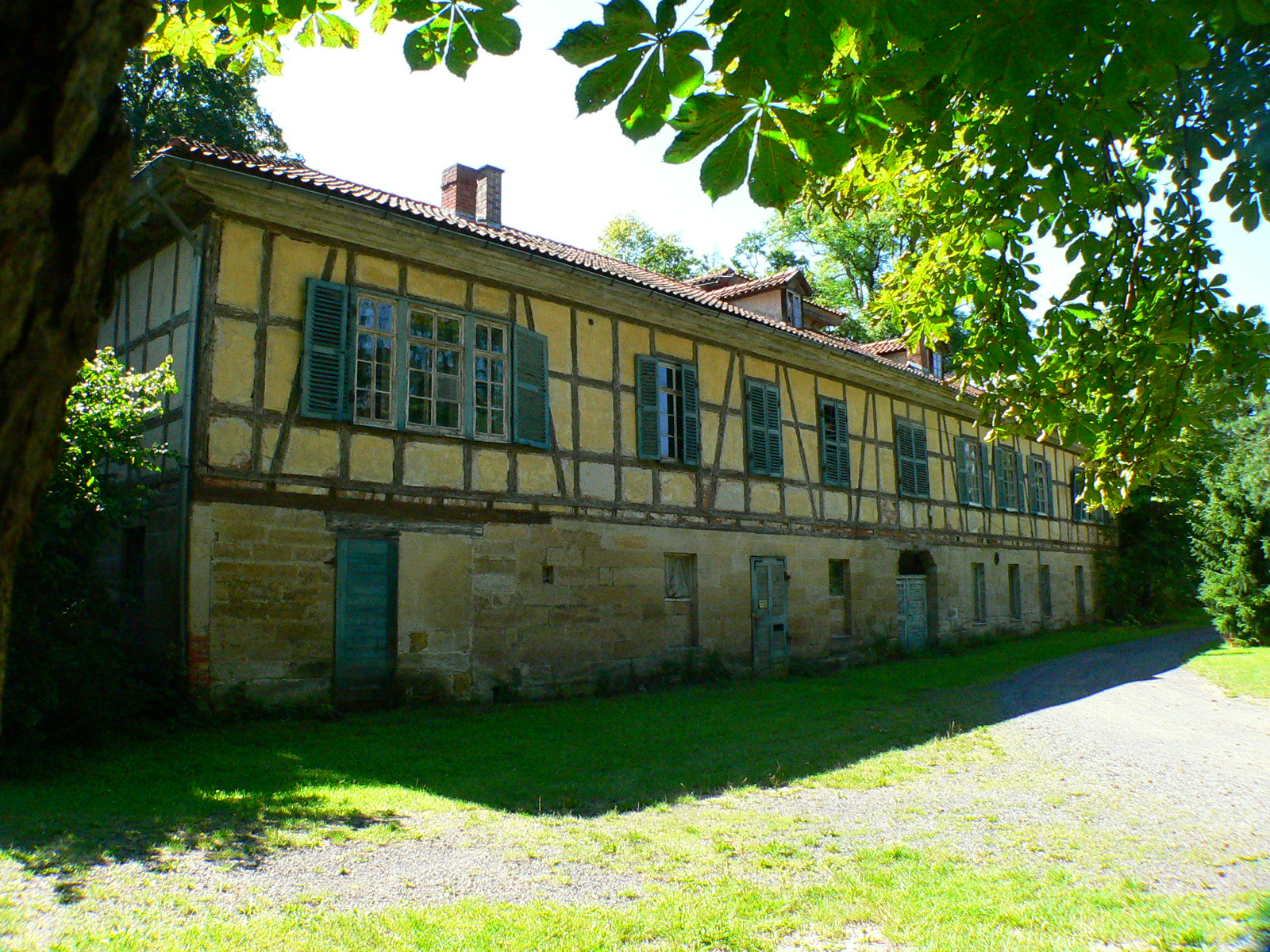
Kavaliershaus
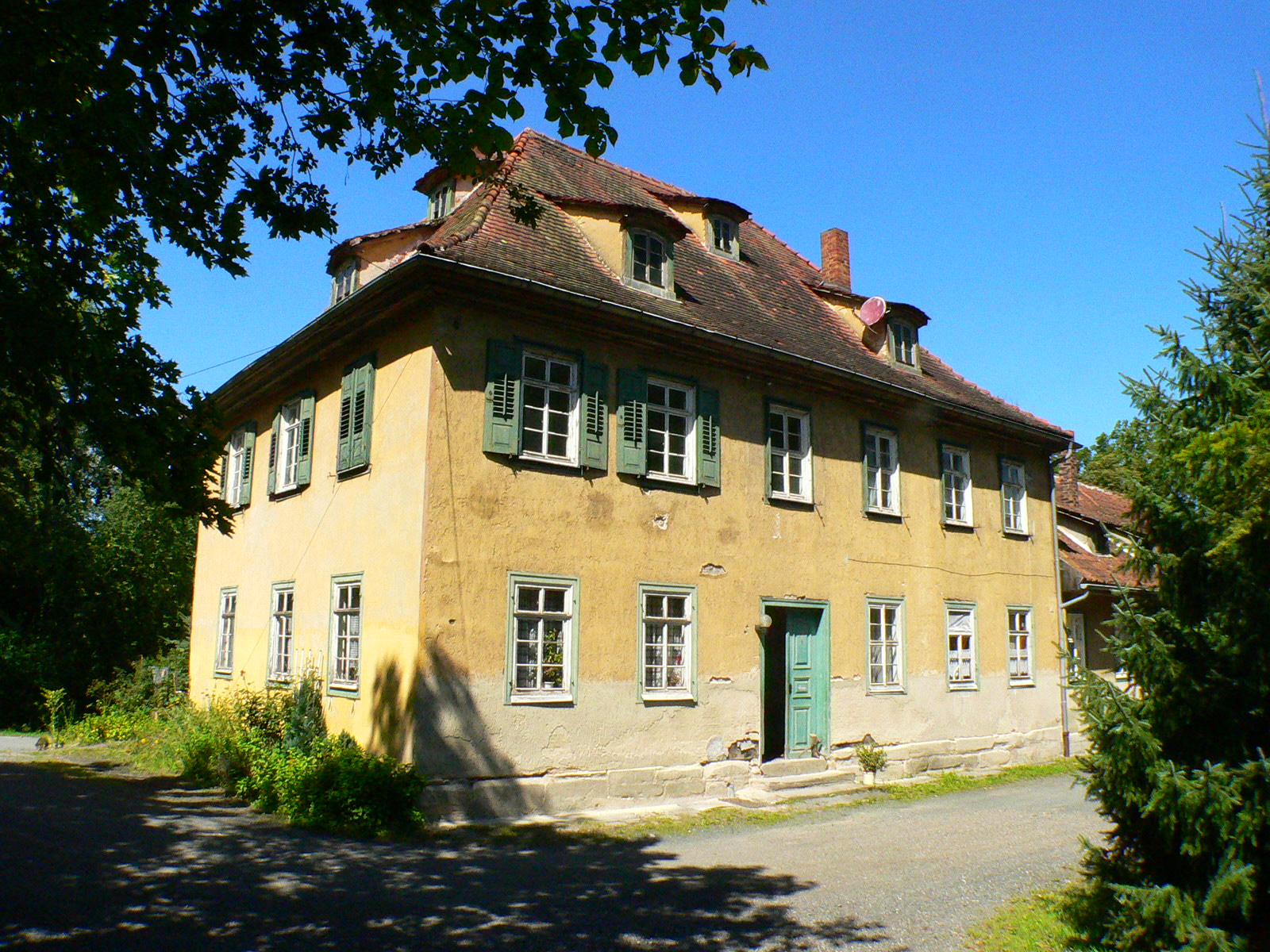
Beamtenhaus
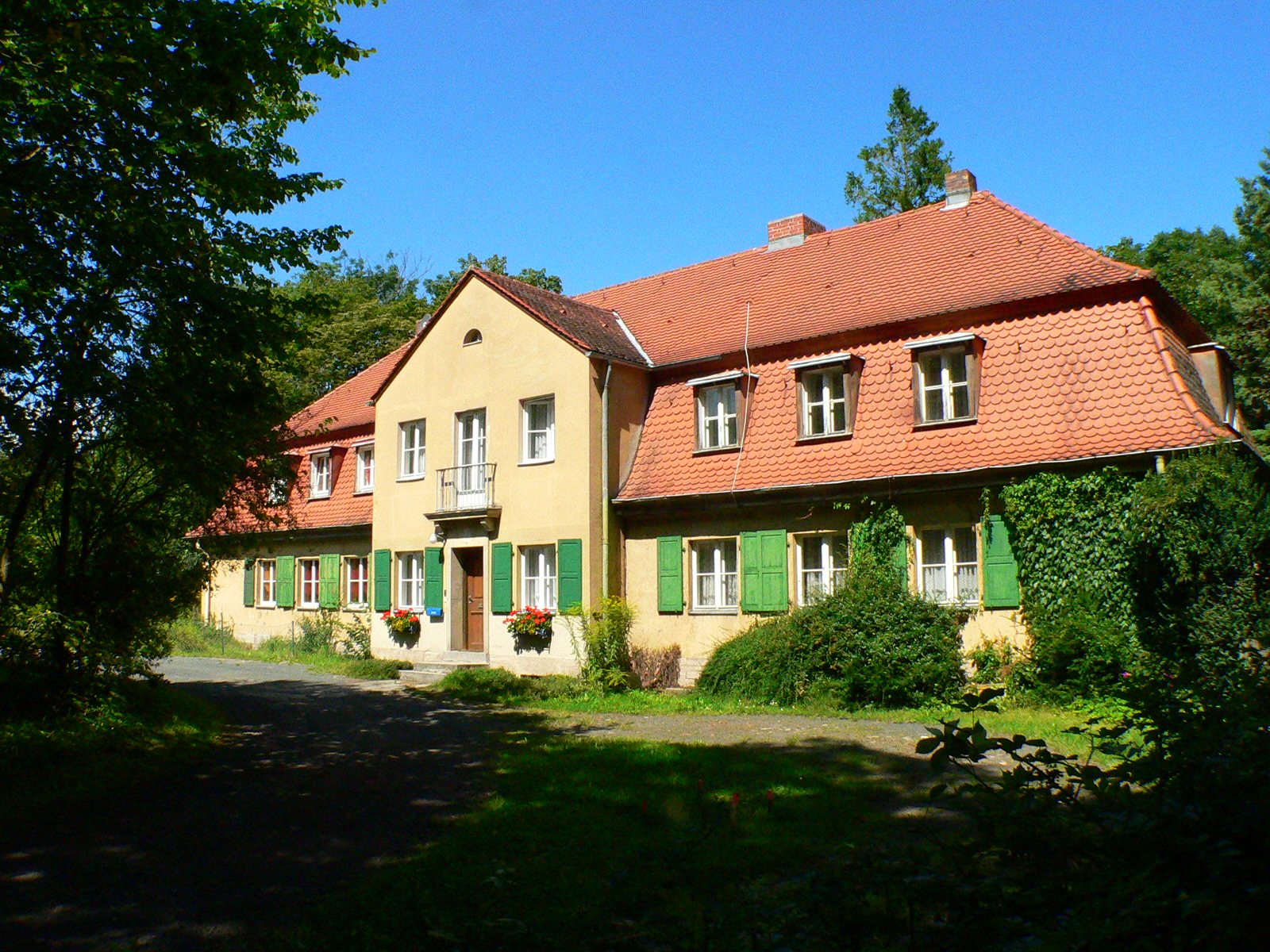
Chauffeurhaus

Zwischen 2012 und 2016 ließ Hubertus Prinz von Sachsen-Coburg und Gotha das Beamtenhaus und das Chauffeurhaus sanieren. Das einsturzgefährdete Kavaliershaus wurde abgebrochen.

## Musterfarm

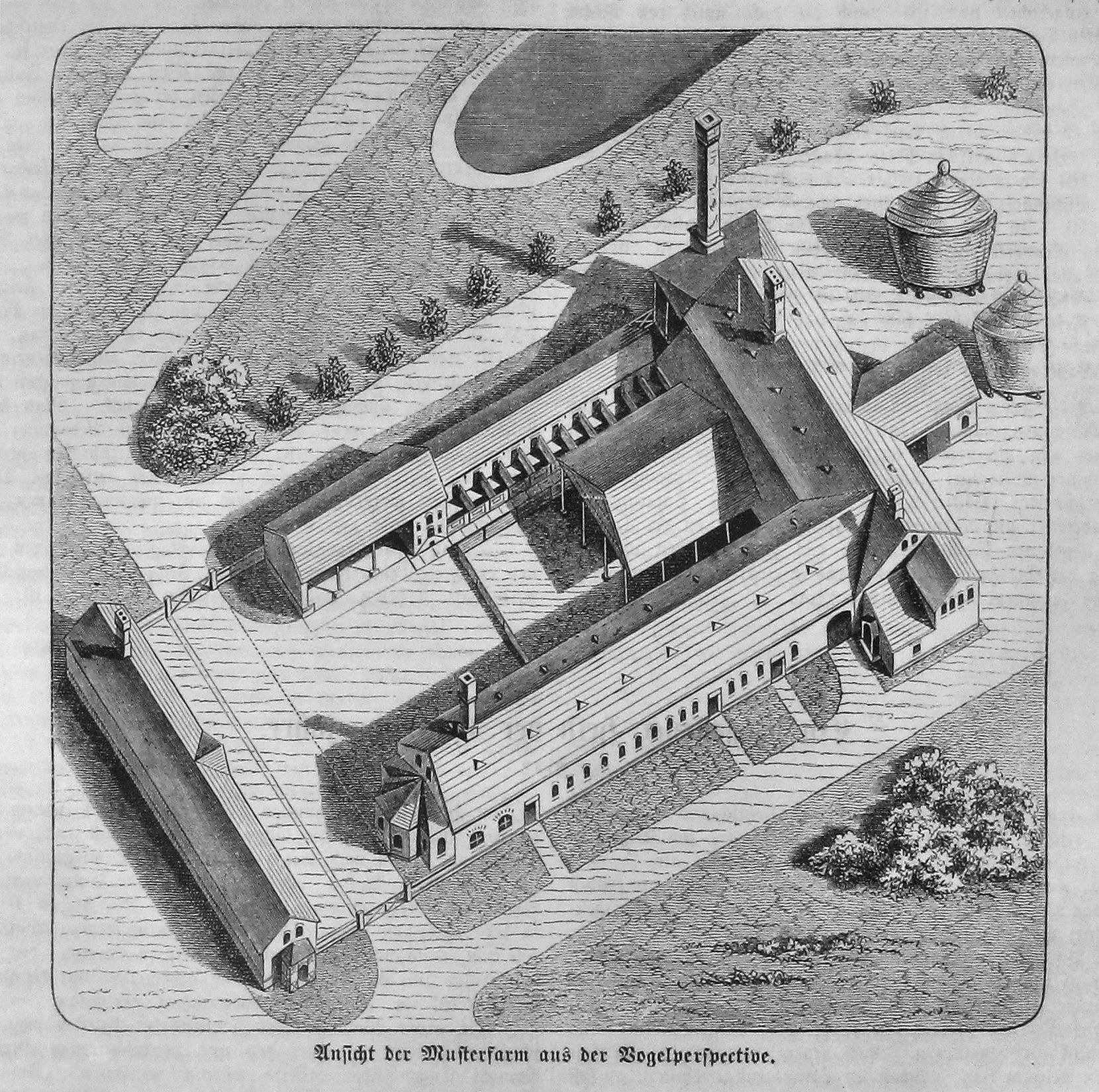
Die Musterfarm 1863

Im Auftrag Herzog Ernsts II. erbaute 1863–1864 Georg Rothbart unweit westlich von Schloss Callenberg die Callenberger Farm. Sie zählte zu den frühesten nach englischem Vorbild erbauten Musterfarmen in Deutschland. Als Vorbild diente die Musterfarm in Windsor, die der Bruder Ernst II., Prinzgemahl Albert, dort als agrikulturchemische Versuchsstation zur Forschung auf chemisch-physiologischen Gebieten der Landwirtschaft und zur Kontrolle von Sämereien, Futter- und künstlichen Düngemitteln hatte anlegen lassen.
Wie in Windsor waren auch auf der Callenberger Farm die Wege zwischen den Nutzbauten, bei denen auf jeden überflüssigen Luxus verzichtet wurde, möglichst kurz. Besonderes Augenmerk richtete sich auf die Einhaltung von Hygiene, was nicht zuletzt durch eine optimale Wasserversorgung ermöglicht wurde. Hierfür wurde eine neue Leitung vom Wasserwerk auf der Gösslesleite zur Musterfarm gelegt, die in der Lage war, den Wasserbedarf von 29–30 Kubikmetern pro Stunde zu decken. Das Wasser diente der Kühlung der Milch und dem Betrieb von Dampfmaschinen.
Die Farm wurde bis 1938 um das Vierfache vergrößert. Von der Uranlage blieben Reste der alten Baustrukturen in den eingeschossigen Stallungen, die ein von Eisensäulen gestütztes Kappengewölbe bedecken, erhalten, aus dem das zweigeschossige Wohnhaus mit einem zurückgesetzten Eingang ragt, sowie der Remisenbau an der nördlichen Stirnseite des Hofes und das dem Wohnhaus gegenüber liegende, mit Mansardgauben ausgebaute Schweizerhaus.:S. 434–435
Seit 1990 ist in der Callenberger Farm die Waldorfschule untergebracht, die einige Neubauten nach anthroposophischen Grundsätzen hinzufügte. Eine weitere Musterfarm nach englischem Vorbild ließ Ernst II. 1878 mit der Ernstfarm in Coburg-Scheuerfeld errichten.

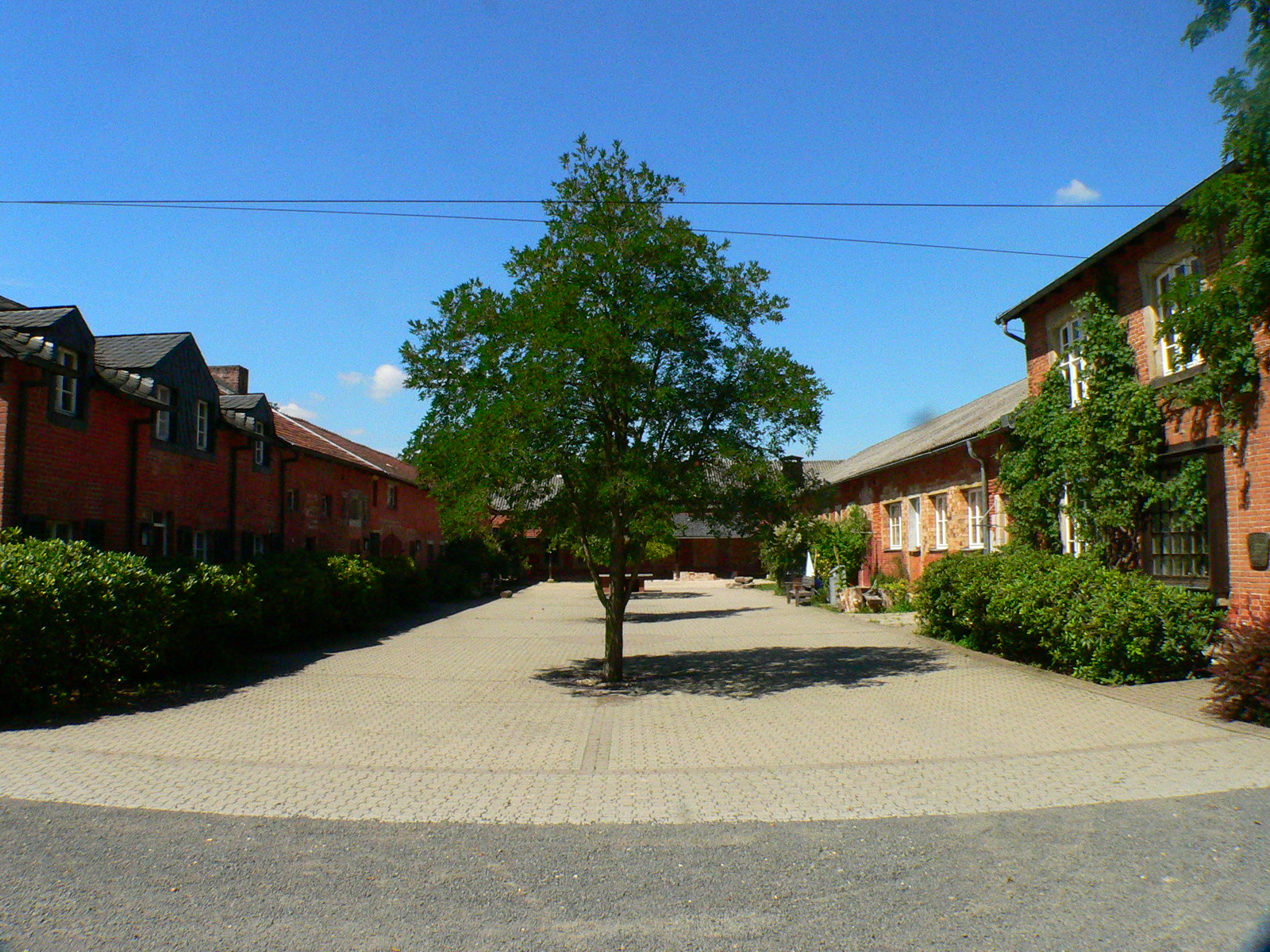
Die Musterfarm Ernst I.
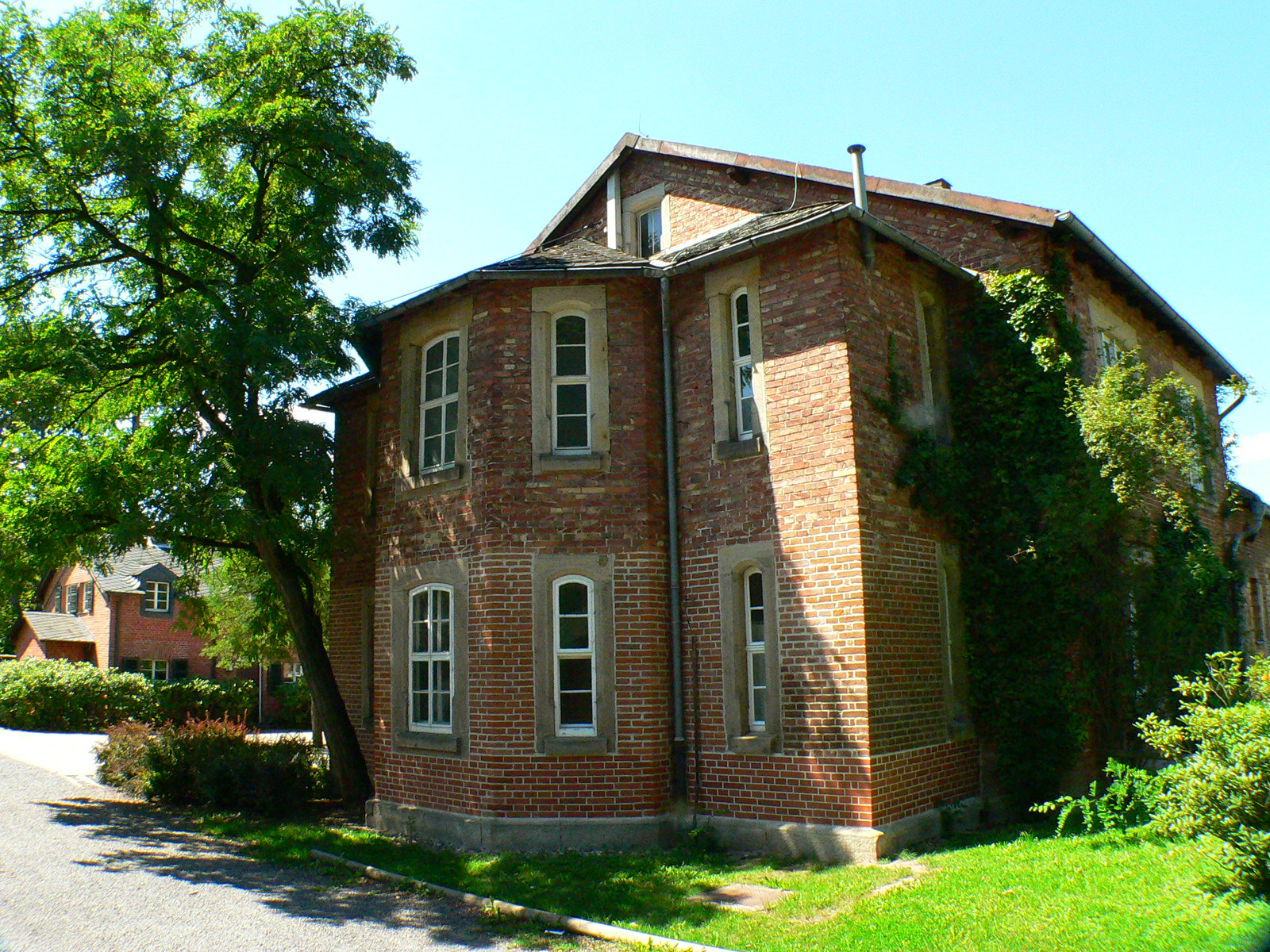
Verwalterwohnung der Musterfarm
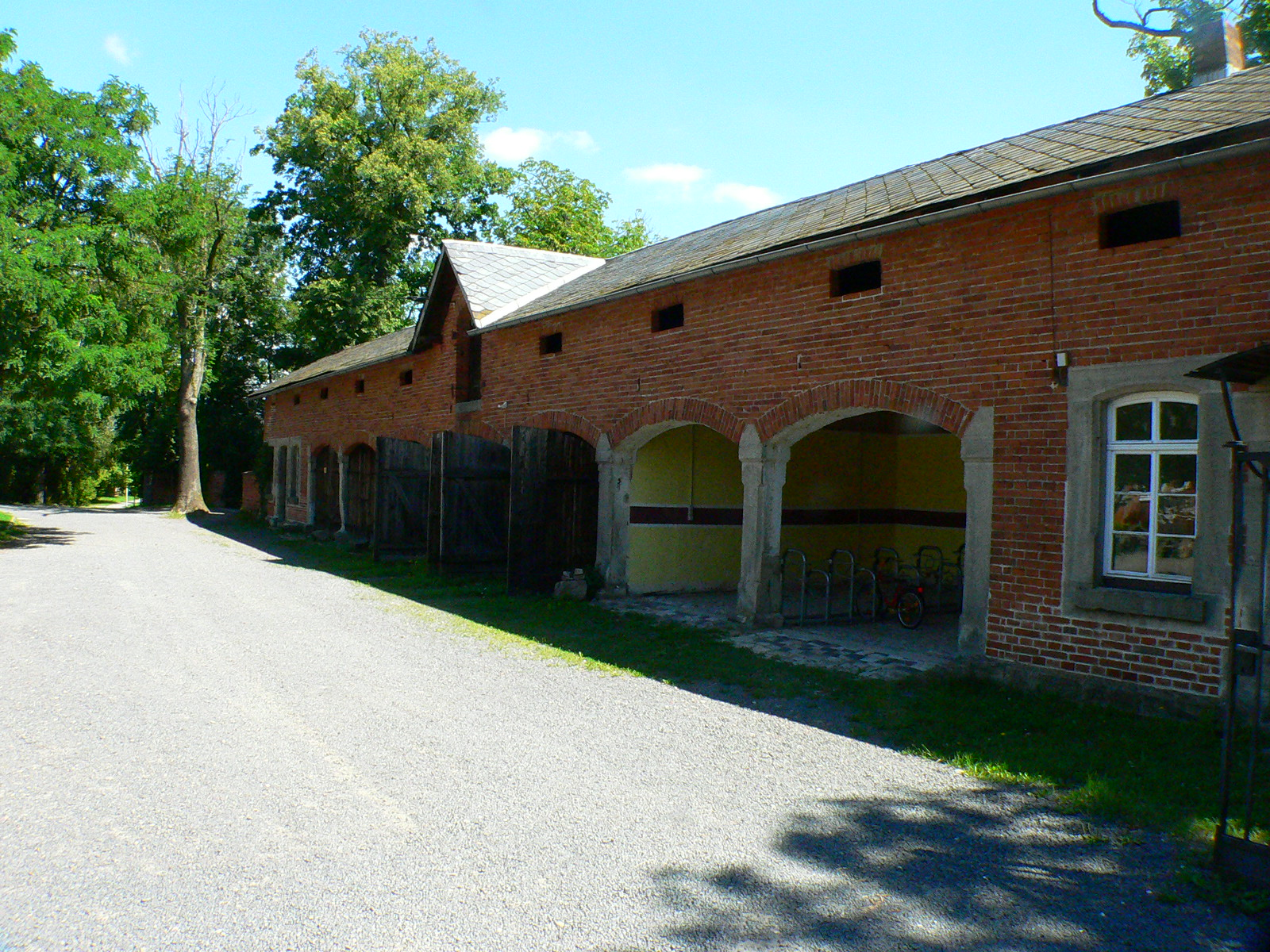
Stallungen der Musterfarm

## Menagerie

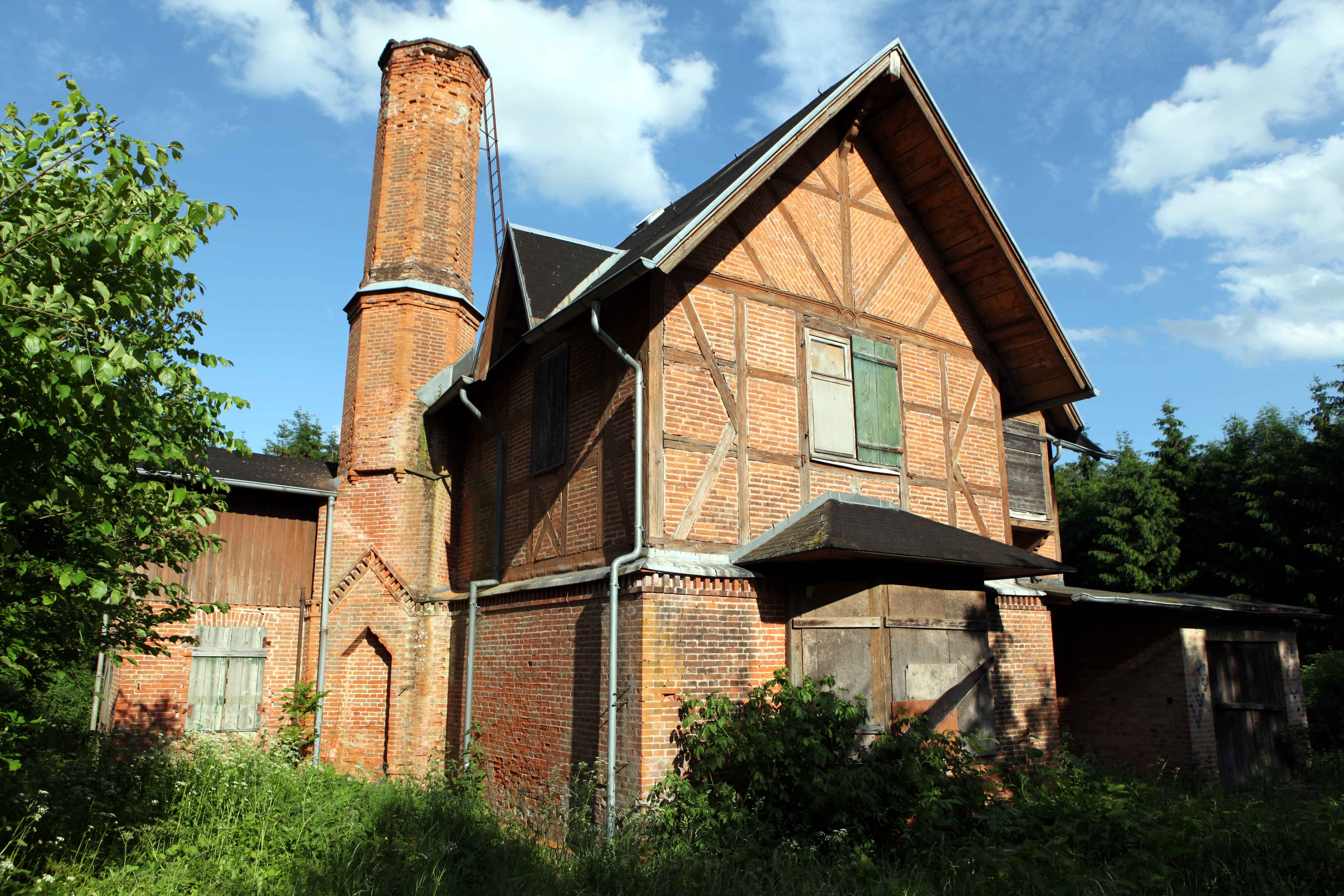
Ehemalige Cottage

An der Wegegabelung der Auffahrt zum Schloss Callenberg befindet sich ein Cottage, das vom herzoglichen Baurat Georg Scherzer aus Gotha 1844–1845 als Staffagebau errichtet wurde, um den malerischen Eindruck eines englischen Parks zu unterstreichen. Der „englische“ Eindruck gelang dem Baurat durch zwei senkrecht zueinander stehende und unterschiedlich hohe Satteldachbauten mit weit auskragenden Dächern mit steilen Giebelgauben. Das mit Ziegeln ausgefachte Fachwerk im Obergeschoss verstärkt diesen Eindruck ebenso wie ein dreiseitiger Erdgeschosserker und der sechseckige Schornstein. Ein Hundezwinger schloss sich als schmaler eingeschossiger Bau in Quaderbauweise an. Bereits 1850 später tauschte man den Hundezwinger gegen eine öffentlich zugängliche Menagerie aus, indem man neue Zwinger für Löwen und Bären, Schakale und andere Tiere errichtete und eine Voliere hinzufügte. Dieser zoologische Garten zählte zu den Attraktionen des Callenberger Schlosses. Cottage und Menagerie waren bis 1918 Ausgangspunkt der herrschaftlichen Hetzjagden im sich unmittelbar anschließenden Wildpark. Menagerie und Wildpark sind mit der Auflösung des Herzogtums verschwunden, das erhaltene Cottage diente danach als Wohnung, nunmehr als Abstellraum.:S. 433

## Parkanlage

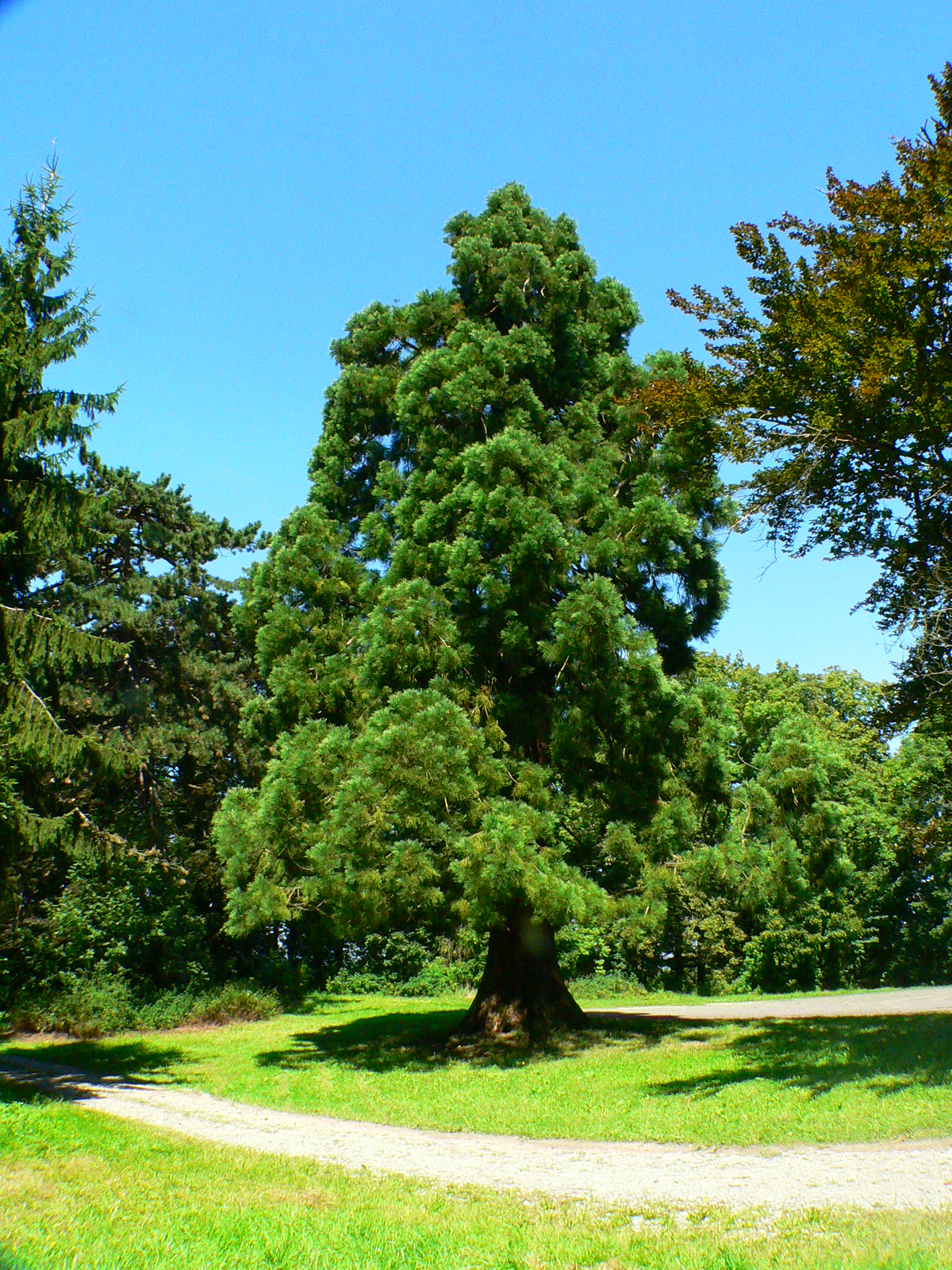
Riesenmammutbaum (Sequoiadendron giganteum) im Schlosspark

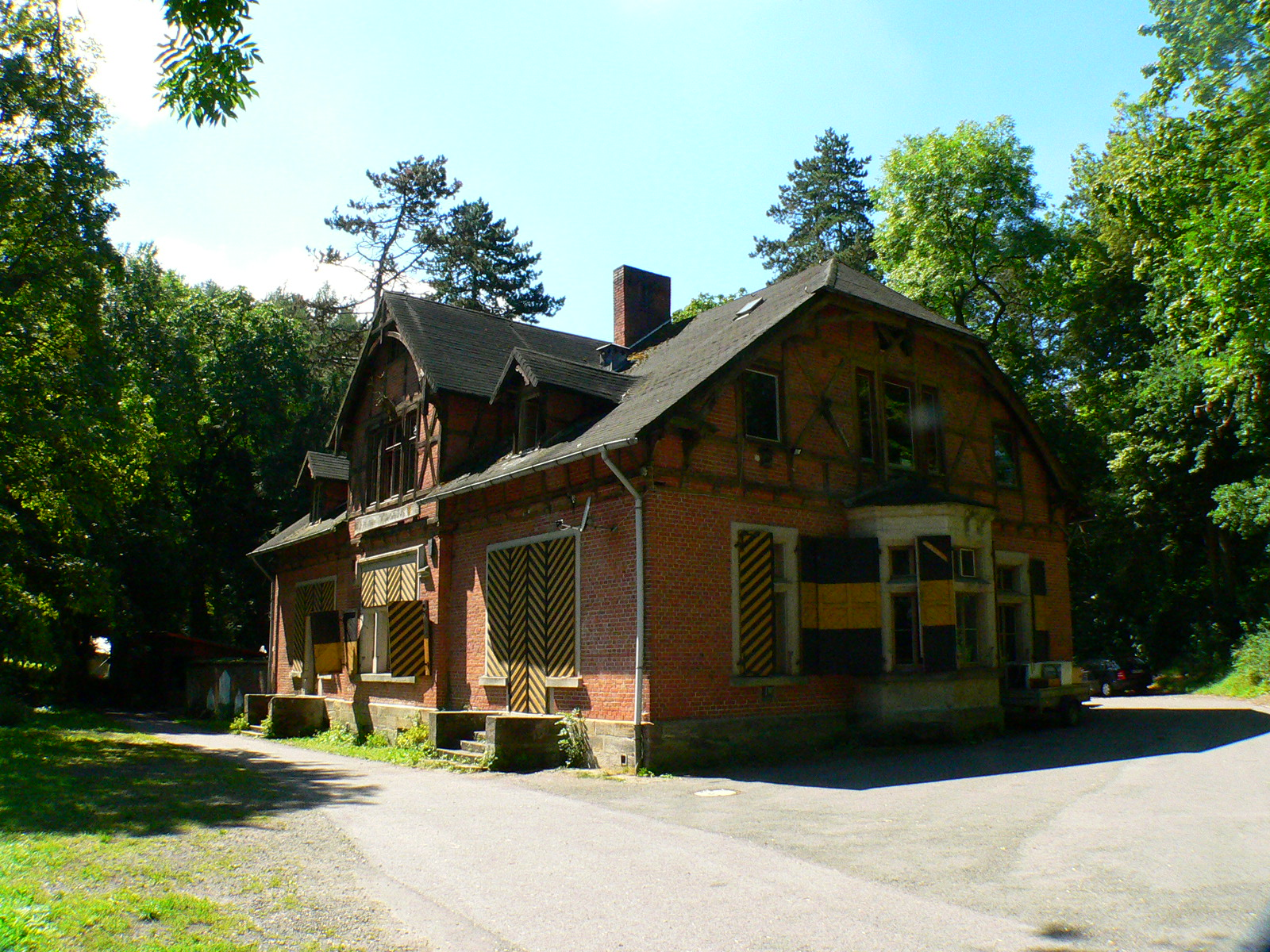
Ehemalige Schlossgaststätte

Zwischen 1827 und 1863 ließen die Herzöge Johann Casimir, Ernst I. und Ernst II. rund um Schloss Callenberg einen rund 50 Hektar großen englischen Landschaftsgarten mit Wildpark und Fasanerie, dem Drehenweiher im Westen, dem Langen Grund im Süden und dem Hahnteich im Osten anlegen. Zahlreiche historische Coburger Grenzsteine belegen, dass das Areal der späteren Parkanlage erst 1828 bis 1837 durch Grundstückstausch und Arrondierungen aus städtischem in herzoglichen Besitz überging.
Für den Anspruch eines englischen Landschaftsgartens, immer neue und überraschende Szenerien zu eröffnen, erwies sich das hügelige Gelände von Vorteil. Das Schloss bildete trotz eines weit gespannten Wegesystems den ständigen Blick- und Bezugspunkt, während die Musterfarm und die Ökonomie im Norden, eine Reitbahn im Westen, Cottage, Hundezwinger und Schlossgasthaus im Osten sowie der herzogliche Friedhof im Südwesten und als Pendant dazu der Hundefriedhof am Weihersholz als Staffage- und Nutzbauten dienten. Zur weiteren Ausstattung des Parks gehörten ein Fohlenzwinger, die Gärtnerei, die Fasanerie mit einer Seidenraupenplantage und ein kleines Wasserwerk. Auf älteren Flurkarten ist zu sehen, dass vom Rundhügel des Schlosses ausgehend, sich ringförmige Wege durch den Park schlängelten und eine stadtseitige Hauptzufahrt auf der Südseite von Westen her durch den Hahnwald angelegt war, dessen Hang großflächig bewaldet war. Während man im Park um das Schloss herum exotische Solitärbäume gesetzt hatte, boten sich entlang der Auffahrt Sichtachsen über Freiflächen, in denen die genannten Gebäude als Blickfänge und der ungehinderte Blick auf die Veste Coburg eine wichtige Rolle spielten. Unter Ernst II. wurde dann der Schlosspark erstmals der Bevölkerung zugänglich gemacht, was den Vorstellungen des Herzogs von einer sozialhygienischen Erziehung der Untertanen durch den Aufenthalt im Grünen und der ungezwungenen Begegnung zwischen den Ständen entsprach.
Nach dem Zweiten Weltkrieg wurde die Parkanlage erheblich umstrukturiert. Sie unterscheidet sich heute teilweise stark von den ursprünglichen Plänen und ihrem ehemaligen Zustand. Der reizvolle Wechsel von bewaldeten Hügeln, unbeschatteten Wiesengründen und stillen Wasserflächen, wie ihn historische Abbildungen noch zeigen, wurde seit 1974 durch die Umstellung auf eine land- und forstwirtschaftliche Nutzung durchgreifend gestört. Wiesenflächen wurden aufgeforstet, etliche Parkbauwerke zerstört und ihre Zahl dadurch stark dezimiert. Heute dienen weite Teile der ursprünglichen Parkfläche der Forstwirtschaft und Fischzucht. Landwirtschaftliche Nutzflächen wurden verpachtet.:S. 425–426 Das am Inselteich gelegene Gehöft Kropfweihers wurde 1974 abgetragen.